# 亨普斯島

亨普斯島（英語：Humps Island），是南極洲的島嶼，位於葛拉漢地的詹姆斯羅斯島北部，長1公里，由奧托·努登舍爾德率領的瑞典探險隊發現，現時由南極條約體系管理。